# ديه نيجري
ديه نيجري (بالإنجليزية: Des Negri)‏ هو لاعب كرة قدم أسترالية أسترالي، ولد في 15 نوفمبر 1925، وتوفي في 7 مايو 2003.

## وصلات خارجية
- ديه نيجري على موقع AustralianFootball.com (الإنجليزية)
- ديه نيجري على موقع AFLtables.com (الإنجليزية)